# Мински протокол
Мински протокол је документ потписан 5. септембра 2014. године у Минску који, између осталог, обезбјеђује прекид ватре у Доњецкој и Луганској области Украјине.
Са руске стране протокол је потписао опуномоћени амбасадор Русије у Украјини Михаил Зубаров, са украјинске стране бивши предсједник Леонид Кучма, који је добио мандат од руководства земље, и са стране ОЕБС швајцарски дипломата Хајдини Талијавини. Након потписивања документа режим прекида ватре је истог дана ступио на снагу у 18:00 часова по локалном времену.
Упркос потписаном протоколу, борбена дејства на истоку Украјине су се наставила. Средином јануара 2015. године сукобљене стране су фактички престале поштовати садржај протокола.
Руски предсједник Владимир Путин је 22. фебруара 2022. на конференцији за новинаре изјавио да споразуми из Минска више не постоје, пошто је Русија признала независност Доњецке и Луганске Народне Републике. Он је ову одлуку објаснио одбијањем Украјине да се придржава Минских споразума.